# SimCity 4
SimCity 4 (prescurtat SC4) este un joc de strategie, cu scopul de a construi și administra orașe, joc realizat de către compania Maxis, fiind susținută de Electronic Arts. Jocul a fost publicat pe 14 ianuarie 2003. Este cel de al patrulea joc din seria SimCity.
Jocul le permite jucătorilor să creeze regiuni, în fiecare dintre regiuni având oportunitatea de a modifica terenul perfect drept, și să creeze dealuri, munți, canioane, râuri, stânci, etc.
După ce a modelat așa cum a dorit suprafața de teren, a unui oras, poate începe construcția. Sunt trei tipuri de zone, pe care jucatorul le poate amplasa: zone rezidențiale, comerciale și industriale. În zonele rezidențiale vor fi construite case, ce mai târziu vor evolua în spații de locuire din ce în ce mai largi și încăpătoare, zonele comerciale sunt spații pentru magazine, afaceri și birouri, iar zonele industriale, sunt spații pentru ferme și fabrici. Totuși cele trei tipuri de zone trebuie susținute cu diverse utilități, cum ar fi: centrale electrice, pompe de apă, secții de poliție, spitale, școli, secții de pompieri etc.

## Opțiunile de joc
Pe parcursul jocului, sunt trei moduri care iți permit să modifici orasul. Cele trei moduri sunt: Modul Dumnezeu, modul primar și modul simularea mea. 
În modul  Dumnezeu, jucătorul are oportunitatea de a modifica terenul după cum dorește, asemeni precizărilor din introducere. Pe lângă modificarea terenului, mai poate să îl ridice la o anumită înalțime, și chiar de a crea dezastre. Dezastrele apărute în joc sunt: T-rexul din mașini, OZN, tornada, vulcan, foc, cutremure, meteoriți, atacuri de roboți și fulgere. Din păcate odată ce este pornit, un dezastru nu mai poate fi oprit decât atunci când va lua sfârșit de la sine. Totuși dacă de exemplu o tornadă, ajunge la zona de limită a orașului, și trece peste ea, va dispărea, iar dezastrul va lua sfârșit.
Al doilea mod este modul de primar. În acest mod, jucătorul poate să construiască un oraș după bunul plac. Poate să amplaseze spații pe care se vor construi de la sine, în funcție de nivelul de dezirabilitate clădiri. Zonele în culoarea verde sunt zonele rezidențiale, în albastru zonele comerciale și în galben spațiile pentru zonele industriale. Totuși, în spațiile construite nu vor apărea clădiri dacă nu există o sursă de electricitate. Desigur, pentru a asigura bunăstarea tuturor celor trei tipuri de zone, jucătorul trebuie să amplaseze diverse facilități, cum ar fi: secții de poliție, spitale, școli, centre de tratare a apei, pompe de apă, parcuri, etc. Orice clădire din joc necesită următoarele condiții: să aibă electricitate, să aibă legatură la drum, și mai târziu, acest lucru fiind opțional să fie conectate la o sursă de apă. 
În joc, sunt mai multe categorii de construcții, în meniul de construcție. Prima categorie este amplasarea celor trei tipuri de zone. A doua categorie este categoria de construire a rețelelor de transport. Aici jucătorul poate construi străzi, autostrăzi, șine de tren, șine de tren etajate, monoșine, metrouri, porturi și aeroporturi. Pentru șinele de tren sunt necesare gări pentru mărfuri și pentru pasageri pentru a se putea realiza transportul. De asemenea, și pentru transportul rutier public jucătorul poate construi stații de autobuz. În cazul aeroporturilor, inițial sunt la scară mică. În momentul în care populația și numărul de afaceri crește foarte mult, apare opțiunea de a mări capacitatea aeroporturilor.
Urmatoarea categorie este construirea de utilități. Cele trei tipuri de utilități sunt: electricitatea, apa și curățenia orașului. În categoria electricitate, jucătorul poate să construiască următoarele surse de electricitate: turbine eoliene, centrale electrice cu gaz, centrale cu carbune, centrale cu petrol, centrale solare, dotate cu panouri solare, centrale nucleare și centrale cu hidrogen.
De asemenea există opțiunea de a construi stâlpi de înaltă tensiune, ce pot transmite electricitatea de la sursă către orice zonă din oraș.
În categoria apei, jucătorul poate construi o sursă cu apă: un turn de apă, o pompă de apă mică, o pompa de apă mare, care alimentează orașul. Pentru a alimenta orașul jucătorul are opțiunea de a construi conducte de transportare a apei.
În categoria curățeniei, jucătorul are opțiunea de a construi următoarele: spații pentru depozitarea gunoiului, centre de reciclare, centrale electrice ce funcționează prin arderea gunoiului și centre de tratare a apei pentru a elimina poluarea apei produsă de către fabrici și traficul aglomerat.
De asemenea jucătorul are oportunitatea în următoarele categorii de a construi clădiri ca: secții de poliție, secții de pompieri, spitale, școli, muzee, universități, colegii, biblioteci, închisori și multe altele, toate aceste utilități ajutând la creșterea dezirabilității.
Ultimul mod din joc este modul de simulare a oamenilor. Aici jucătorul poate crea diverse persoane, cărora apoi le poate alege o locuință în oras și de a le alege un loc de muncă. Simulările de persoane, pot muri în urma unui dezastru sau din cauza bătrâneții, caz în care "copii lor" le preiau locuința și locul de muncă.

## Controverse
Jocul a fost criticat dur pentru dificultatea rulării sale, chiar și pe computerele avansate, iar suportul tehnic a fost de asemenea criticat, fiind inactiv majoritatea timpului.
De asemenea, jocul a fost criticat și pentru dificultatea sa ridicată, fiind considerat "Cel mai greu joc al francizei".